# 圣让德拉克鲁瓦
圣让德拉克鲁瓦（法語：Saint-Jean-de-la-Croix，法語發音：[sɛ̃ ʒɑ̃ də la kʁwa] ⓘ）是法国曼恩-卢瓦尔省的一个市镇，属于昂热区。

## 地理
圣让德拉克鲁瓦（47°24'36"N, 0°35'36"W）面积1.83 平方千米，位于法国卢瓦尔河地区大区曼恩-卢瓦尔省，该省份为法国西部内陆省份，大致对应安茹地区，北起顺时针与马耶讷省、萨尔特省、安德尔-卢瓦尔省、维埃纳省、德塞夫勒省、旺代省、大西洋卢瓦尔省和伊勒-维莱讷省接壤。
与圣让德拉克鲁瓦接壤的市镇（或旧市镇、城区）包括：德内、卢埃河畔莫泽、米尔-埃里涅、卢瓦尔河畔圣热姆。

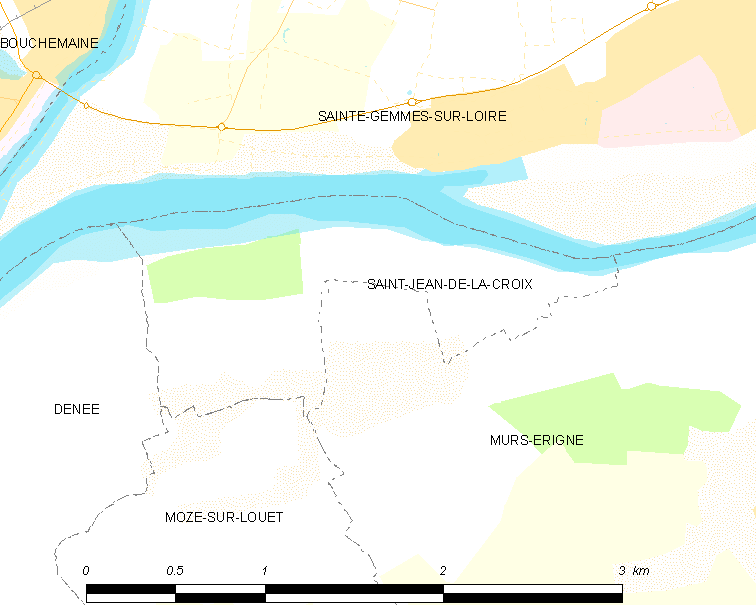
圣让德拉克鲁瓦的OSM定位图

圣让德拉克鲁瓦的时区为UTC+01:00、UTC+02:00（夏令时）。

## 行政
圣让德拉克鲁瓦的邮政编码为49130，INSEE市镇编码为49288。

## 政治
圣让德拉克鲁瓦所属的省级选区为莱蓬德塞县。

## 人口

1962-2008年间圣让德拉克鲁瓦人口变化图示

圣让德拉克鲁瓦于2022年1月1日时的人口数量为225人。